# Baumgartnerhaus
Das Baumgartnerhaus war eine Schutzhütte des ÖTK auf dem Schneeberg.

## Lage
Das Baumgartnerhaus lag rund 1200 Meter westlich der Station Baumgartner auf einer Höhe von 1447 m ü. A. nördlich über dem Krummbachsattel im Gemeindegebiet von Reichenau an der Rax. Trotz der Lage auf der Südseite des Schneebergs war das Baumgartnerhaus von allen Seiten über mehrere Wege gut erreichbar, auch vom Norden, vom Puchberger Becken aus über den Kaltwassersattel. Die Hütte lag am südlichen Grafensteig, der die Südseite des Schneebergs quert, und war Ausgangspunkt für Emmy- und Fischersteig zum Waxriegel (1888 m). Im Winter war die Hütte Ausgangspunkt für Skitouren durch die Heuplagge, den Großen Saugraben und die Kuhplagge auf der Südseite, aber es waren auch die Abfahrten auf der Nordseite des Schneebergs einfach erreichbar.

## Geschichte

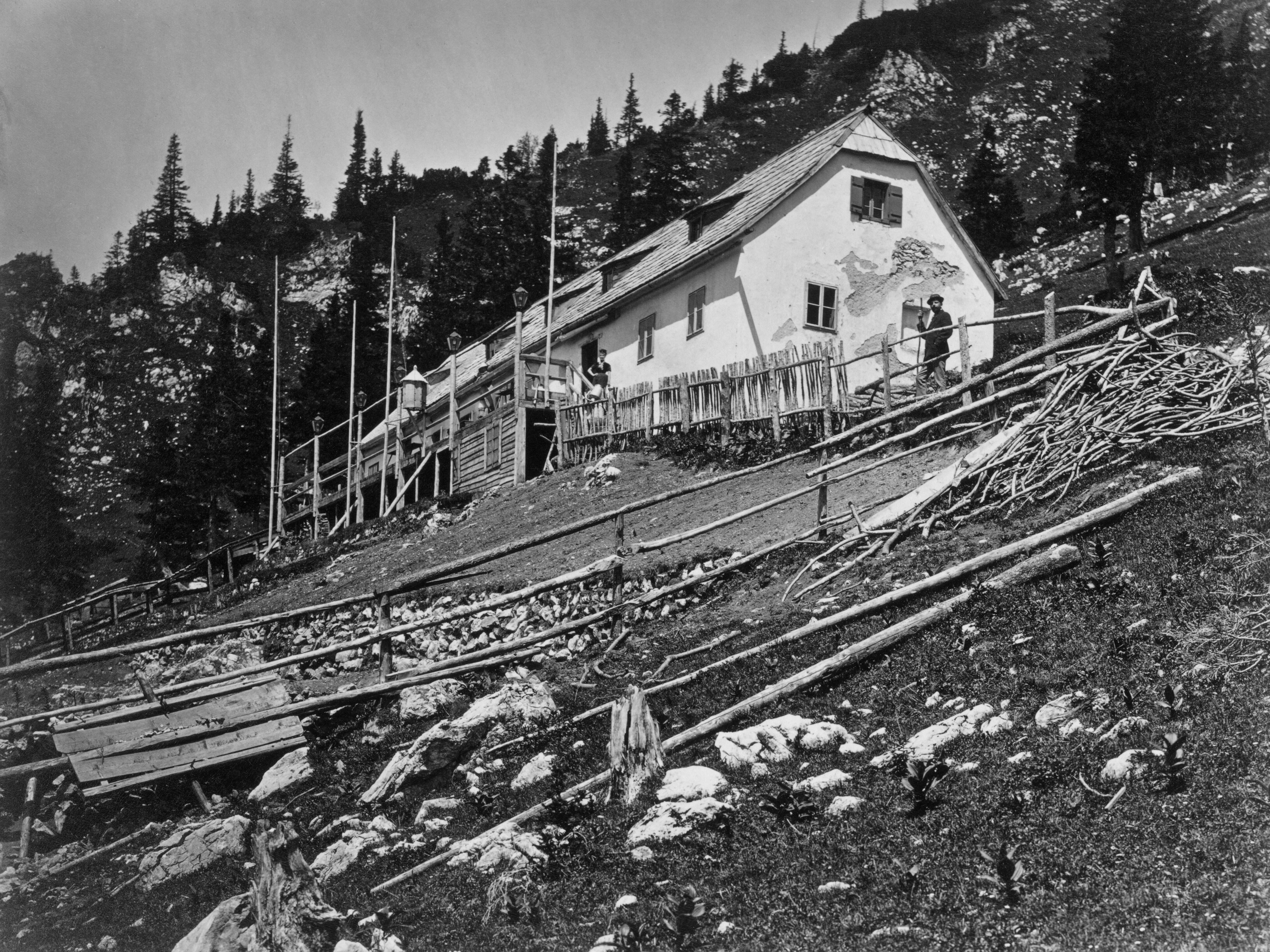
Das Baumgartnerhaus um 1885, Fotografie von Michael Frankenstein

Der Holzmeister Georg Baumgartner errichtete 1839 oberhalb des Krummbachsattels ein Wirtshaus, das 1850 abbrannte. Es wurde von Grund auf neu gemauert und bald wieder in Betrieb genommen. 1869 erwarb die Gewerkschaft Obernberg das Haus, 1872 erwarb es der ÖTK. In den Jahren 1879 und 1880 wurde das Haus vergrößert und am 15. August 1880 in Anwesenheit Erzherzogs Karl Ludwig eingeweiht.
1884 übernahmen Julius Kronich und seine Frau Gertrude die Pacht und wohnten mit ihren 5 Kindern, darunter Camillo Kronich, ganzjährig auf dem Baumgartnerhaus. Kronich war auch als Bergführer und als Arrangeur von Weihnachtsfeiern und von Bällen auf der Alm tätig. In Kronichs Wohnung gab es ein Piano, auf dem abendliche Konzerte gegeben wurden. Ob der andauernden Untreue ihres Mannes verließ Gertrude Kronich im Jahre 1893 mit ihren Kindern das Baumgartnerhaus, während ihr Mann noch bis 1897 Pächter blieb.
Durch den Bau der Zahnradbahn 1897 war das Baumgartnerhaus von der Station Baumgartner in etwa einer Viertelstunde bequem zu erreichen.
Ab 1922 hatte der Österreichische Touristenklub (ÖTK) den Zillertaler Wirt Andreas Geisler aus Mayrhofen und dessen Bruder Friedl Geisler als Pächter des Baumgartnerhauses eingesetzt. Friedl Geisler führte das Baumgartnerhaus mit seiner humorvollen und auch in Wiener Kreisen sehr beliebten Frau Eva, welche aber mit nur 34 Jahren 1929 verstarb. Friedl Geisler führte dann den Hüttenbetrieb von 1931 bis 1938 als alleiniger Pächter.
Das Baumgartnerhaus war die größte Unterkunft am Schneeberg, ganzjährig bewirtschaftet und hatte am Höhepunkt der Nutzung 1958 über 200 Schlafplätze, 80 Betten, 78 Matratzenlager und 60 Notlager.
Der Schneeberg verlor allmählich seine Anziehungskraft, Motorisierung und zunehmender Wohlstand ließen fernere Ziele ins Blickfeld rücken. Der Besuch des Schneebergs und des Baumgartnerhauses gingen zurück, die Anzahl der Nächtigungen sank, für Pächter sank die Attraktivität der Hütte. Dazu kamen notwendige Renovierungen und Umweltschutzauflagen der MA 31 (Wiener Wasserwerke), des Grundbesitzers großer Teile der Quellschutzgebiete der Wiener Hochquellenwasserleitung. Der Druck von Seiten der Wasserrechtsbehörde führte 1980 zur Schließung des Baumgartnerhauses, zu seinem Verkauf an die Gemeinde Wien und zur Schleifung im Jahre 1982.
Heute sind am ehemaligen Standort nur noch wenige Mauerreste erkennbar.